# 36-й батальон шуцманшафта
36-й батальон шуцманшафта «Аренсбург» (нем. Schutzmannschaft Front Bataillon 36 Arensburg, эст. 36. Kaitse Rindepataljon) — эстонский шуцманшафт батальон, участвовавший в годы Второй мировой войны в борьбе с партизанами на территории Украины и Белоруссии.

## История
Образован 23 ноября 1941. Назван в честь старого немецкого названия города Курессааре. Насчитывал около 600 эстонских добровольцев, согласившихся сотрудничать с гитлеровцами: в нём служили выходцы не только из Курессааре, но и из Тарту, а также жители островов Хийумаа и Сааремаа. Первым командиром был гауптштурмфюрер СС (капитан эстонской армии) Ало Тарьо, позднее командовал унтерштурмфюрер СС (майор эстонской армии) Юлиус Райнтер.
Батальон участвовал в борьбе с партизанами на территории Белоруссии и Украины: в августе 1942 батальон прибыл в белорусский Новогрудок, где занимался истреблением евреев и партизан. В Сталино и Макеевке эстонские служащие батальона охраняли лагеря для военнопленных, которые располагались в строениях бывших угольных шахт.
Батальон также принял участие в Сталинградской битве, доподлинно известно как минимум о 42 солдатах батальона, которые участвовали в том сражении (командовал батальоном унтерштурмфюрер СС Харальд Рийпалу). Сражался в боевой группе «фон Штумпфельда». В начале 1943 года, когда большая часть немецких войск была разгромлена, батальон в экстренном порядке отозвали обратно в Эстонию. 18 января 1943 батальон был расформирован, а его члены были переведены в другие полувоенные и военные подразделения. В частности, рота участвовала в операции «Зимнее волшебство».

## Преступления
Энциклопедия концлагерей и гетто, изданная Американским мемориальным музеем Холокоста, утверждает, что 36-й эстонский батальон шуцманшафта участвовал в массовом убийстве евреев в Новогрудке в августе 1942 года. Отчёт о ликвидации Новогрудского гетто подписан лично командиром батальона Харальдом Рийпалу. Эстонская международная комиссия по расследованию преступлений против человечества также свидетельствует, что батальон, воюя против партизан, совершал неоднократно преступления против гражданских лиц. Выводы комиссии не признаёт Эстонская внутренняя служба безопасности, утверждая, что подобные выводы основаны только на признаниях военнопленных, полученных на допросах в советском плену, а не на показаниях выживших в гетто или военнослужащих батальона шуцманшафта.